# 湖中之地国家休闲区
湖中之地国家休闲区（英語：Land Between the Lakes National Recreation Area）是片美国的国家休闲区，位于肯塔基州、田纳西州内，伯克利湖和肯塔基湖之间。该区域在1963年被美国总统约翰·肯尼迪指定为国家休闲区。该休闲区最开始由田納西河谷管理局所管理，但随后被转交给美国国家森林局。1991年，它被联合国教科文组织指定为生物圈保育地，但2017年6月14日撤出该项目。

## 拓展阅读
- Ronald A. Foresta. The Land Between the Lakes: A Geography of the Forgotten Future (University of Tennessee Press; 2013) 308 pages; scholarly study